# NGC 6027
NGC 6027 is een lensvormig sterrenstelsel in het sterrenbeeld Slang en het maakt deel uit van het Sextet van Seyfert. Het hemelobject werd op 20 maart 1882 ontdekt door de Franse astronoom Édouard Stephan.

## Synoniemen
- UGC 10116 NED01
- PGC 56575